# Zsira
Zsira (németül: Tening) község Győr-Moson-Sopron vármegyében, a Soproni járásban.

## Fekvése
A település a Kisalföld nyugati részén, Győr-Moson-Sopron vármegye délnyugati csücskében, a Répce folyó mellett fekszik. A megye székhelyétől, Győrtől 83, Soprontól 36, Kőszegtől pedig 17 kilométerre található, Bükfürdőtől 12 km távolságra van. Zsira 1920 óta határmenti település, a határ túloldalán a fülesi (Nikits) és malomházi (Kroatisch Minihof) erdők, nyugaton Locsmánd község (Lutzmannsburg) határolja. Kerékpárút köti össze Locsmánddal és Répcevissel, valamint Bükön át Bővel.
Belterülete százhat hektár, melyet gabonaföldek és háromszázötven hektáron erdő vesz körül. A környéket a pliocén korban lerakódott üledékréteg fedi, melynek alapját már a Kőszegi kristályos Ős-Répce rakta le. Zsira legmagasabb pontja a falutól északnyugatra fekvő erdőben van (225 méter), a táj e ponttól lankásan lejt a település felé. Maga a község csupán 100 méter magasan fekszik, a hajdani Ős-Répce medrében képződött öntéstalajon. (A Rozália-hegységben eredő Répce Locsmándnál két ágra bomlik, a falun átfolyó ágát Répcének, a másikat Újároknak nevezik.)
A falu éghajlatát a Kőszeg-Répcevölgy klímája jellemzi, az uralkodó nyugati szelek a nyarakat hűvösebbé teszik, szeszélyes és gyakran hideg az április és október is. Esőt leggyakrabban a déli szél hoz az Írott-kő felől. A környék kavicsos talaján a tölgy és cser az őshonos fafajta, de gyakori a feketefenyő is. A juhar-, galagonya- és kökénycserjék között számtalan ritka növény- és gombafaj is megél, a környező erdők pedig gazdagok apró- és nagyvadban, különleges, ritka rovarokban.

### Megközelítése
A település az országos főutaktól távol esik, csak mellékutakon érhető el, legkönnyebben Bük érintésével, az idáig vezető 8614-es úton. Unddal a 8626-os, Sopronhorpáccsal a 8627-es út, az országhatárral pedig a 8649-es út köti össze.

## Története
1931-ben Zsira néven egyesítettek három községet: Zsirát, Gyülevízt és Salamonfát. Zsirát 1225-ben, Salamonfát 1412-ben, Gyülevízt 1466-ban említi először oklevél. A honfoglalás után kialakult Zsira kapcsolatban volt az államalapítás során létrehozott locsmándi várral. A locsmándi várföldek eladományozásakor Zsirát a győri püspökség szerezte meg. A XVI. század második felétől fellendült a mezőgazdasági árutermelés, és ennek megfelelően növekedett a földesúri majorgazdálkodás súlya. Ez a folyamat különösen Gyülevízre és Salamonfára volt jellemző, ahol a jobbágyok helyét zsellérek foglalták el nagyobb részben. A telkes jobbágyok csak Zsirán, a győri püspökség birtokán maradtak meg 1848-ig, a jobbágyfelszabadításig.
Salamonfán a XV. század eleje óta birtokos Salamonfai Gróf család a mohácsi vész után több szomszédos községgel együtt Gyülevízt is megszerezte, Salamonfán rendezkedett be és a birtokközpontban várszerű kastélyt építtetett. Gyülevíz községben is a Salamonfai fejlődéshez hasonló folyamat ment végbe. A köznemesi birtokok itt is egy kézbe kerültek és a telkes jobbágyok helyét itt is a zsellérekkel folytatott majorgazdaság foglalta el. 1739-ben épült a gyülevízi kastély, amely művészettörténészek szerint Európa legszebb barokk kiskastélyai közé tartozik A hiedelem szerint a kastély Mária Terézia vadászkastélya volt, aki többször is megfordult Gyülevízen. Zsirán 1830-ban barokk stílusban újjáépítették a középkori gótikus jegyeket mutató templomot. Az 1848/49-es szabadságharc kezdetekor, 1848 október 11-én zajlik a salamonfai-visi csata Theodorovich átvonuló horvát csapatával. Zsirát két ház kivételével teljesen felégették. 1859-ben tűzvész pusztított Zsirán, sok ház és pajta leégett, 34 család koldusbotra jutott. Zsirán 1885-ben alakult a „Daloskoszorú”, 1894-ben az Önkéntes Tűzoltó Egyesület. 1908-ban létrejött a Legényegylet és Leányegyesület, amelyek a műkedvelő színjátszást, a Leventeegyesület pedig a sportot lendítette fel. A trianoni béke idején az osztrákok Zsirát is Ausztria számára követelik, azonban Zsira 1922-ben hitet tett magyarsága mellett. Zsirán 1924-ben Gazdakör, 1929-ben Iparos kör jött létre. 1938 elején gyulladtak ki az első villanylámpák.
Az I. és II. világháború áldozatainak emlékére emléktáblát készíttettek, amelyet a templom falán helyeztek el. Zsirán általános iskolai oktatás 1868-tól van. Az óvodát 1935-ben hozta létre a faluban megtelepedett szerzetesrend. 1883. február 1-jén létesítették a postahivatalt. A településen orvosi ellátás 1926-tól bérelt lakásban (körorvosi ellátás), 1940-től önálló rendelőben biztosított. Az 1980-as években idősek otthona létesült. A településen a közműellátás teljes körűen kiépült. A falu gazdasági életében meghatározó mezőgazdasági vállalkozás a GSD Agrárprodukt Kft. Zsirán napközi otthonos óvoda és általános iskola működik. Az óvoda 20 gyermek neveléséről gondoskodik, az iskolának 94 tanulója van. Zsira Testvértelepülése Lutzmannsburg (Locsmánd), Ausztria.
2012. december 19-én avatták fel a magyar oldalon elkészült, Zsira és Locsmánd közötti új közút településrészeket és fürdőt elkerülő szakaszát (a 8649-es utat). Az osztrák oldalon az építkezés 2013 tavaszán folytatódik.

## Közélete

### Polgármesterei
| Név                 | Párt      | Terminus  | Megjegyzés / Források |
| ------------------- | --------- | --------- | --------------------- |
| Dorogi Árpád        | független | 1990–2010 | 1990                  |
| Dorogi Árpád        | független | 1990–2010 | 1994                  |
| Dorogi Árpád        | független | 1990–2010 | 1998                  |
| Dorogi Árpád        | független | 1990–2010 | 2002                  |
| Dorogi Árpád        | független | 1990–2010 | 2006                  |
| Dorogi Árpád Ferenc | független | 2010–2014 | 2010                  |
| Nagy Ferdinánd      | független | 2014–     | 2014                  |
| Nagy Ferdinánd      | független | 2014–     | 2019                  |
| Nagy Ferdinánd      | független | 2014–     | 2024                  |

## Népesség
A település népességének változása:
| Lakosok száma | 829  | 841  | 831  | 842  | 864  | 823  | 813  |
|               | 2013 | 2014 | 2015 | 2021 | 2022 | 2023 | 2024 |

A 2011-es népszámlálás során a lakosok 91,6%-a magyarnak, 0,4% cigánynak, 2,1% horvátnak, 1,2% németnek, 0,2% románnak mondta magát (8,3% nem nyilatkozott; a kettős identitások miatt a végösszeg nagyobb lehet 100%-nál). A vallási megoszlás a következő volt: római katolikus 80,6%, református 1,1%, evangélikus 0,9%, felekezeten kívüli 2,4% (14,9% nem nyilatkozott).
2022-ben a lakosság 90,3%-a vallotta magát magyarnak, 3,5% németnek, 1,6% horvátnak, 0,3% cigánynak, 1,3% egyéb, nem hazai nemzetiségűnek (8,6% nem nyilatkozott; a kettős identitások miatt a végösszeg nagyobb lehet 100%-nál). Vallásuk szerint 59,4% volt római katolikus, 1,4% evangélikus, 0,7% református, 0,1% görög katolikus, 0,2% egyéb keresztény, 4,9% felekezeten kívüli (33,3% nem válaszolt).

## Nevezetes szülöttei
- Czethofer Margit Engelberta (1895–1955) domonkos nővér, polgári iskolai tanár, iskolaigazgató[16]
- Kövér József Fidél (1903–1993) premontrei szerzetes, tanár[17]
- Mátrai Rudolf József (1870–1935) ciszterci szerzetes, főrend[18]
- Mézes Miklós (1920–2019) pénzügyi szakember, adószakértő, politikus,[19] a Demokrata Néppárt volt országgyűlési képviselője[20]
- Timár Antal (1935–2004) grafikus, festőművész[21]
- Szabó Zoltán (1936–2022) pap, festőművész, művészettörténész[22][23]
- Végvári Lajos (1919–2004) művészettörténész, muzeológus, esztéta, akadémiai tanár[24]

## Nevezetességei
- Egykori Rimanóczy-kastély vagy más néven: Gyülevizy-Pejacsevich-kastély, barokk műemlék, ma szociális otthon, parkja védett
- Salamonfai római katolikus Szent József-templom, a temetőben barokk Kálvária jelenete
- Zsirai neoromán Östör-kápolna
- Római katolikus Szent Lőrinc-templom, barokk szobrok a templom körül: Szentháromság-szobor, Szent Flórián-szobor, Pietà
- Emlékkő a község 800 éves jubileumára
- Az egykori vasfüggönyre emlékeztető emlékhely odatelepített magas megfigyelővel
- Családi golfpálya

## Képgaléria

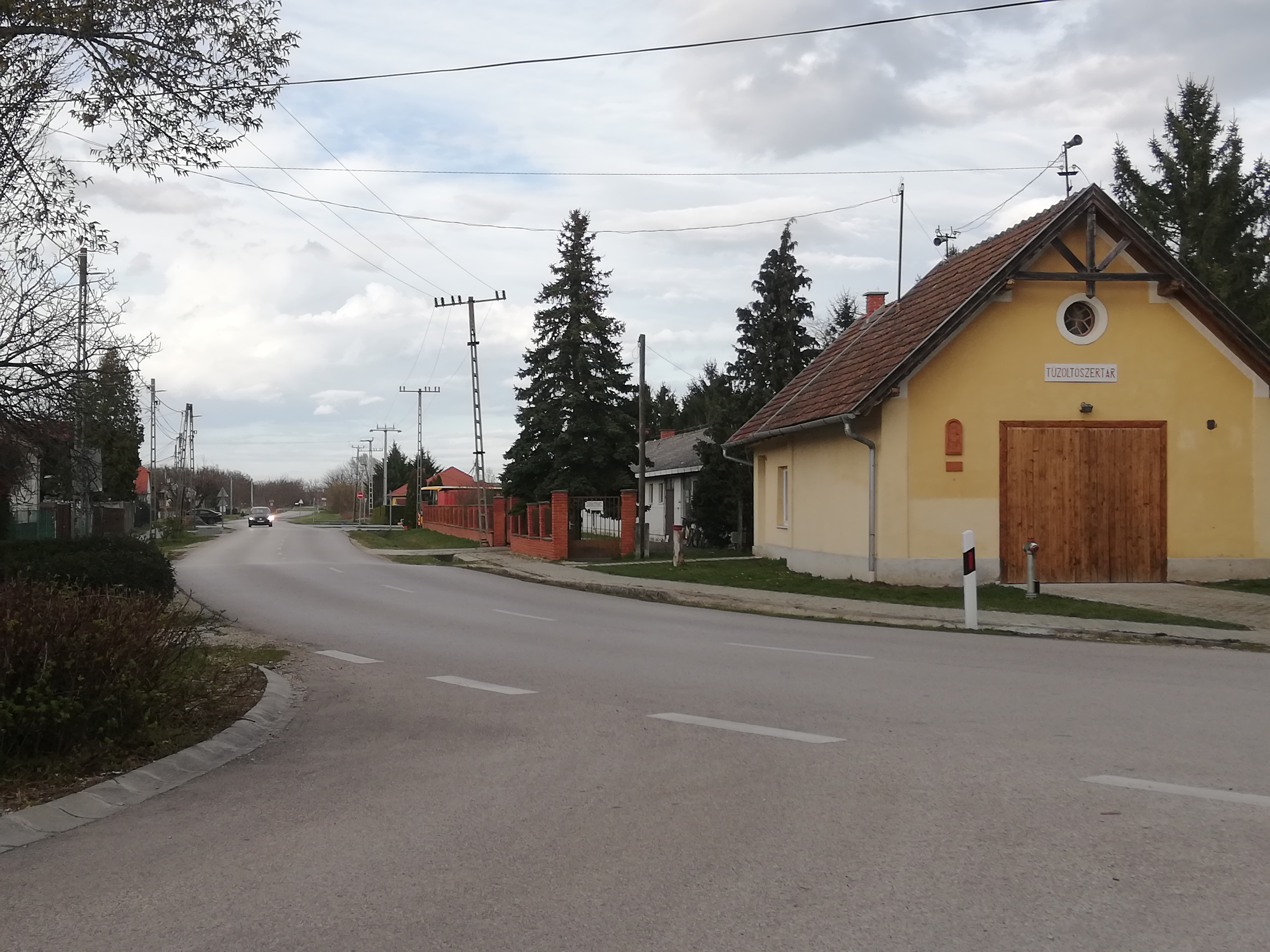
Gyülevíz tűzoltószertára a 8626-os út mellett
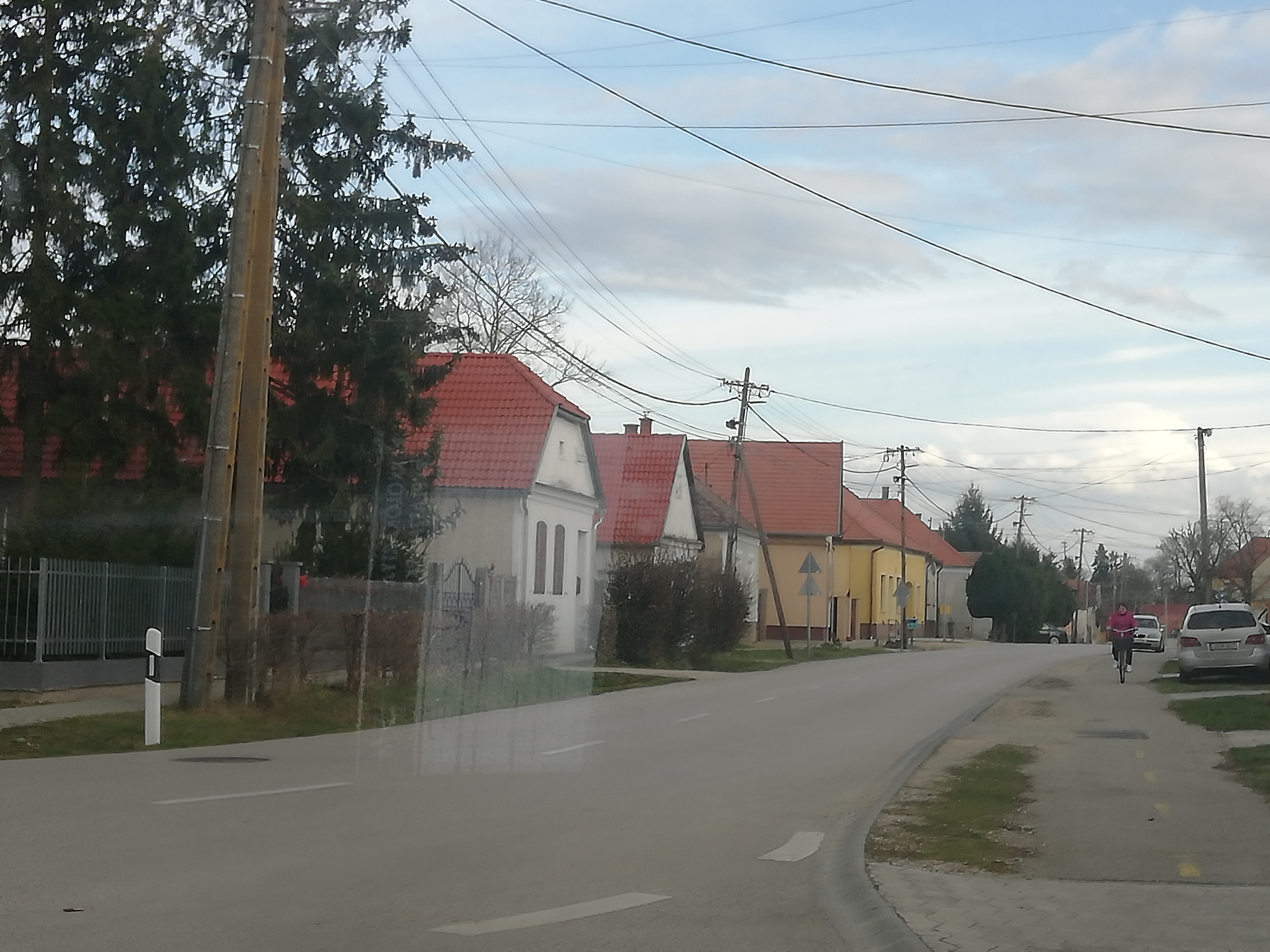
A 8626-os út Gyülevíz településrészen kelet felé
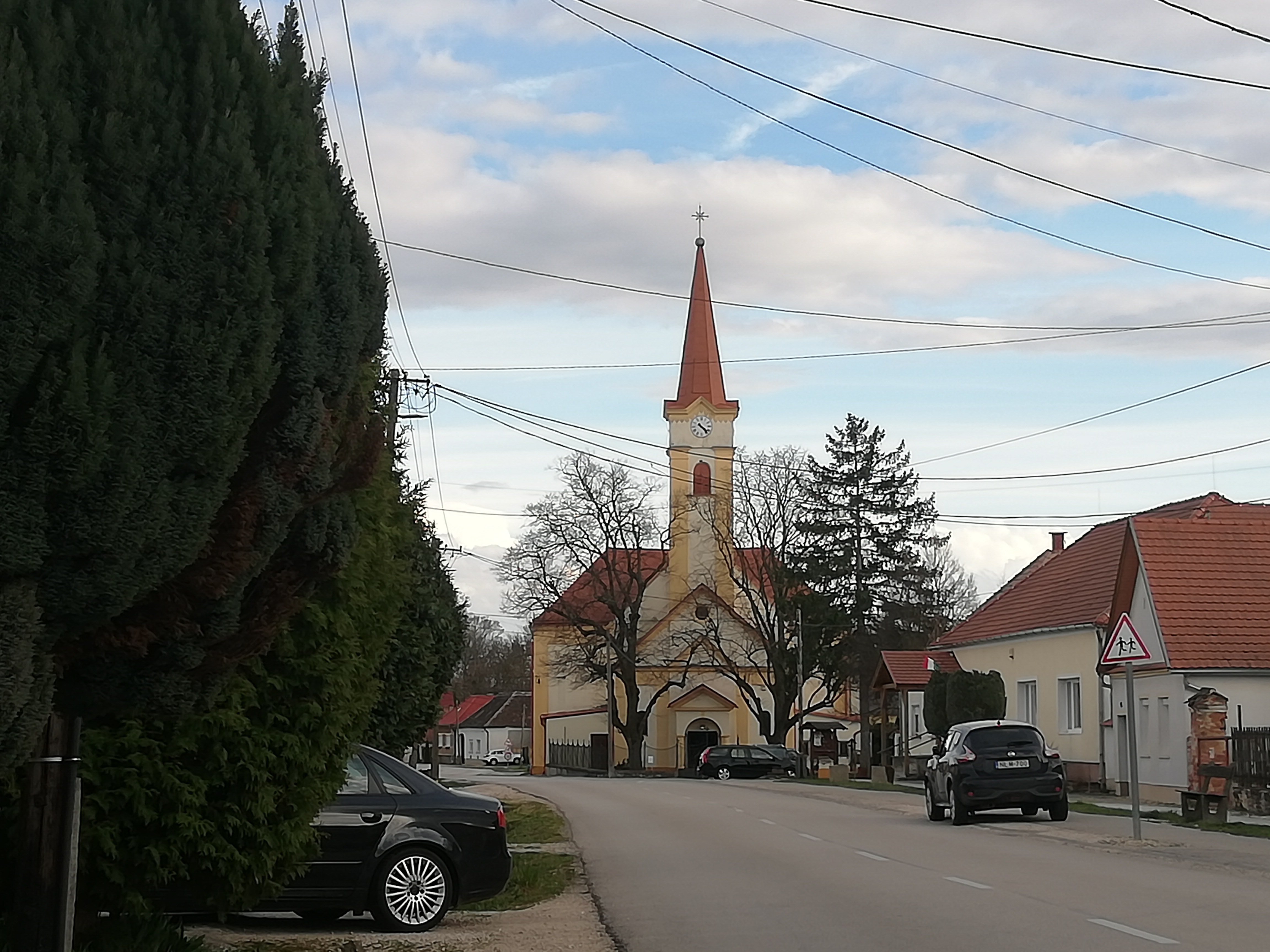
Gyülevíz Szent Lőrinc-temploma
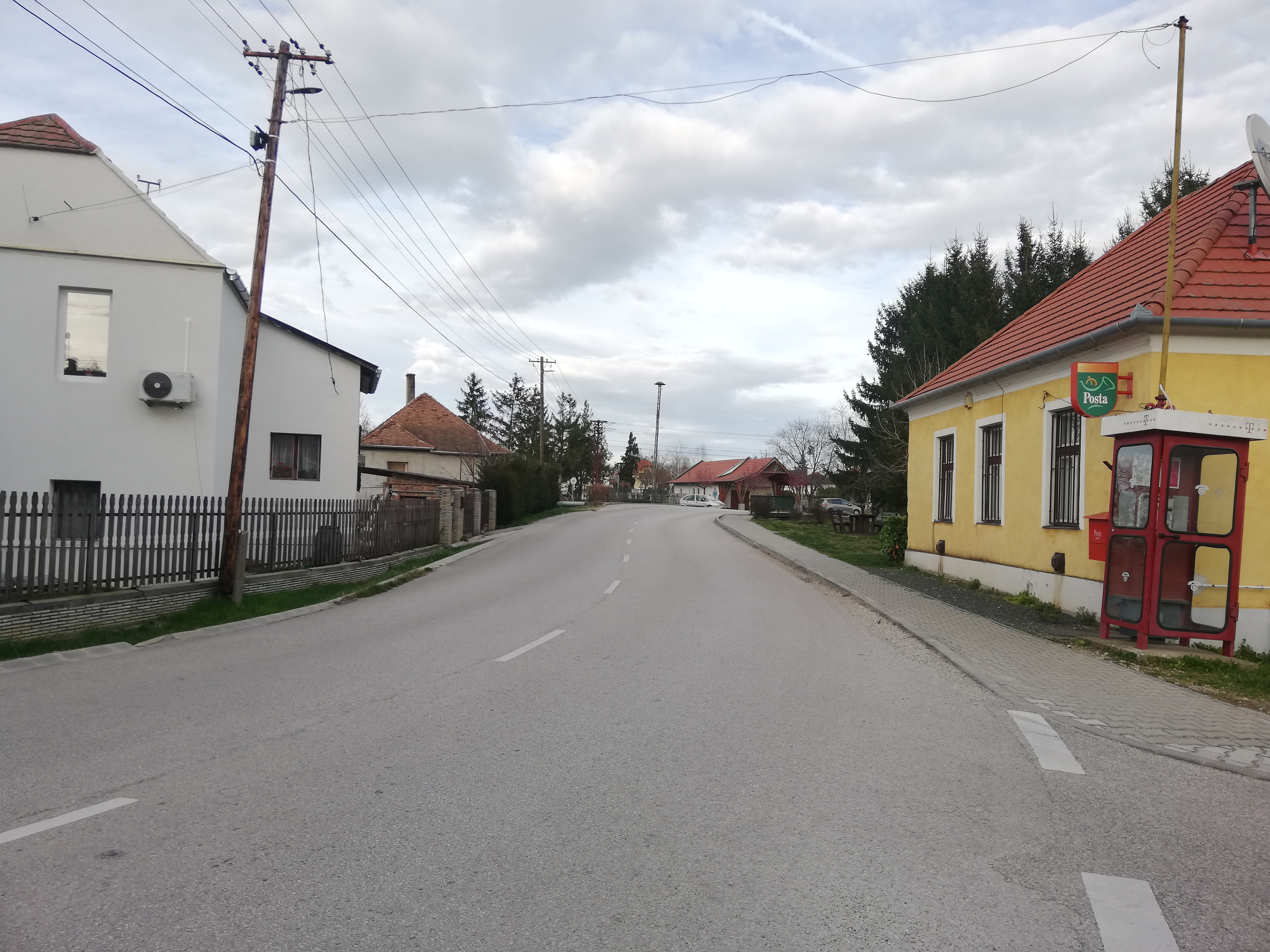
Postahivatal a 8626-os út mellett
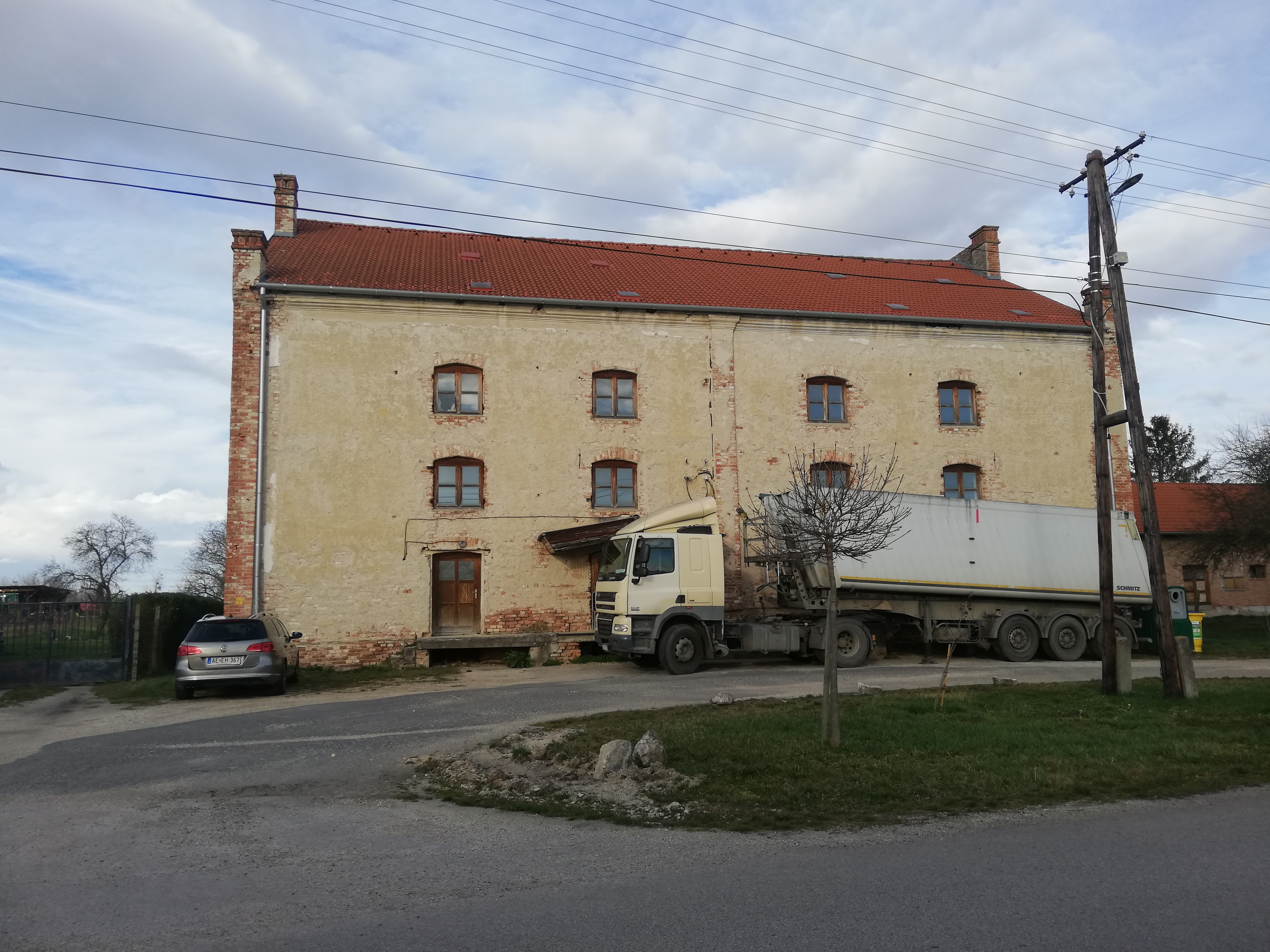
Régi magtár
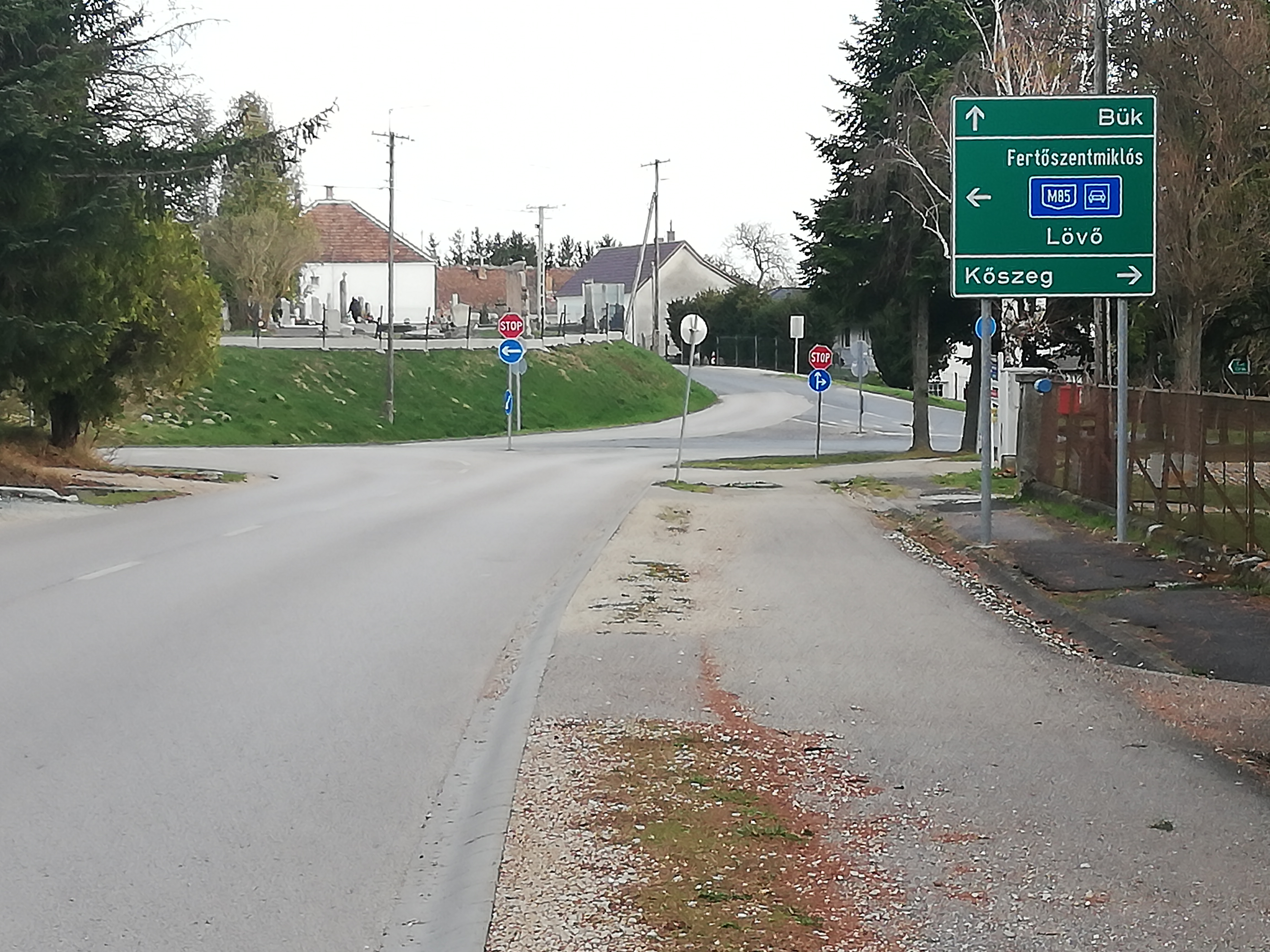
A 8614-es, 8626-os és 8627-es utak csomópontja Zsira keleti szélén